# Albert Weinberg
Albert Weinberg (Luik, 9 april 1922 - Corseaux, 29 september 2011) was een Belgische striptekenaar.

## Biografie
Weinberg begon nog tijdens zijn studie aan de middelbare school als assistent voor Victor Hubinon, de maker van de Frans-Belgische klassieker Buck Danny. Hij nam Hubinons serie Joë la Tornade over en maakte met Luc Condor en Roc Meteor twee eigen avontuurseries met een hoog sciencefictiongehalte. In 1950 werd hij medewerker van het tijdschrift Tintin/Kuifje. In 1954 verscheen daarin zijn eerste verhaal van een nieuwe held Dan Cooper, een Canadese piloot. Met deze serie behaalde hij een enorm succes. De serie werd in veel Europese landen gepubliceerd. Ondanks dit succes bleef Weinberg steeds werken aan nieuwe series.
In 1983 verhuisde Weinberg naar het Zwitserse Corseaux, gelegen aan het Meer van Genève. Weinberg bleef na zijn pensionering strips maken. Op zijn 75ste verjaardag kreeg hij van de Zwitserse luchtmacht nog de opdracht een promotie-strip te maken over het leger. Andere bezigheden van hem op dit gebied waren strips de Toeristische Dienst van Château d'Oex en de Zwitserse luchtreddingsbrigade. Hij stierf in zijn huis op de leeftijd van 89 jaar.